# Agnethe Davidsen
Agnethe Davidsen (29. srpna 1947, Nuuk – 25. listopadu 2007) byla grónská soudkyně a politička za stranu Siumut. Stala se první ministryní v Grónsku a působila též jako dlouholetá starostka Nuuku.

## Životopis

### Raná léta a rodina
Agnethe Davidsen byla dcerou dánského stavebního dělníka Willyho Otto Waela (1928–1998) a grónské Agáty Agnes Bodil Marie Lundové (1923–2007). Prostřednictvím své matky byla neteří eskymologa Miilu Larse Lunda (1929–2015). Její teta byla také druhou manželkou Augo Lyngeho (1899–1959). Jejím bratrancem byl umělec Kristian Olsen (1942–2015).
Agnethe Davidsenová vyrůstala v přísné rodině u prarodičů v Nuuku. Její dědeček zemřel, když jí bylo sotva pět let, a tak ji babička vychovávala sama. O prázdninách pracovala v mateřské škole a jejím největším přáním bylo stát se později sama učitelkou v mateřské škole. V Grónsku však v té době neexistovalo žádné školení pro učitelky mateřských škol, a když chtěla za tímto účelem odjet do Dánska, seznámila se nejprve se svým budoucím manželem Aqqaluartou Davidsenem (* 1941), synem lovce Karla Justuse Madse Davidsena (1906–?) a jeho manželky Amalie Sofie Frederikke Rasmussenové (1909–?), za kterého se provdala 30. května 1966 ve svých 18 letech. Měli spolu dvě děti, Sørena (* 1965) a Heidi (* 1967). Své profesní ambice změnila částečně kvůli synovi, a proto v roce 1970 absolvovala devítiměsíční obchodní praxi v Ikastu. Po jejím absolvování získala práci u Grónské zemské rady, než se v roce 1979 stala okresní soudkyní v Nuuku. To jí umožnilo hluboce nahlédnout do společenského života města.

### Politická kariéra
V parlamentních volbách v roce 1983 kandidovala jako zástupkyně Hanse Pavii Rosinga, který byl zvolen. V témže roce byla jmenována ministryní sociálních věcí v druhé Motzfeldtově vládě. Stala se tak první ženou v čele grónského ministerstva. Vláda však vydržela pouze jeden rok. V roce 1984 sama kandidovala ve volbách, ale nebyla zvolena.
V roce 1989 byla zvolena do městské rady Nuuku a do roku 1991 zastávala funkci druhé náměstkyně starosty. V letech 1991 až 1993 byla první náměstkyní starosty. Od roku 1989 opět působila jako okresní soudkyně. Po komunálních volbách v roce 1993 byla jmenována starostkou a z funkce soudkyně odstoupila. V roce 1995 byla také zvolena do parlamentu, ale po komunálních volbách v roce 1997 se mandátu vzdala, aby se mohla věnovat komunální politice. Za svou práci starostky byla v roce 1997 jmenována rytířkou řádu Dannebrog a 23. června 2004 jí byl udělen stříbrný Nersornaat. 
Naposledy byla v dubnu 2005 s rekordním výsledkem znovu zvolena starostkou Nuuku. V roce 2007 náhle zemřela na krvácení do mozku.